# 鈴木央 (小說家)
鈴木央（羅馬拼音：Hisashi Suzuki，1月30日—），是一名日本小說家（輕小說作家）。血型A型，出身於大阪，居住於大阪。與漫畫家鈴木央為不同人。

## 作品列表
- 電擊文庫（Media Works→ASCII Media Works）
  - 正しい怪異の祓い方―結びの七つ穴の紐（日语：正しい怪異の祓い方）
壹繪，2003年，全1集
  - ダビデの心臓（日语：ダビデの心臓）
尾崎弘宜繪，2004年－2005年，全3集
  - タザリア王国物語（日语：タザリア王国物語）
あづみ冬留繪，2006年－2010年，目前6集
- MF文庫J（Media Factory）
  - 
Nino繪，2009年－2010年，全2集
  - 魔法戰爭（Magical Warfare）
瑠奈璃亞繪，全12集
繁體中文版尖端出版代理（王靜怡譯）
漫畫版於月刊Comic GENE（Media Factory）連載中，伊吹有作畫
動畫版於2014年1月預定開始

## 備註
1. ↑  . 尖端出版.   [2013年11月5日]. （原始内容存档于2013年11月5日） （中文（繁體））.
2. ↑  . Media Factory.   [2013年11月5日]. （原始内容存档于2017年11月15日） （日语）.
3. ↑  . 博客來書籍館.   [2013年11月5日] （中文（繁體））.[永久]

## 外部連結
- （日語） OGDOAS （页面存档备份，存于）（個人網站）